# Mathías Suárez (urugwajski piłkarz)
Mathías Sebastián Suárez Suárez (ur. 24 czerwca 1996 w Montevideo) – urugwajski piłkarz występujący na pozycji obrońcy we francuskim klubie Montpellier HSC oraz w reprezentacji Urugwaju. Wychowanek Defensoru Sporting, w trakcie swojej kariery grał także w Nacionalu. Młodszy brat Damiána Suáreza.